# DOUBLE“T”
『DOUBLE“T”』（ダブル ティー）は、田原俊彦の17枚目のオリジナル・アルバム。1990年6月21日に、ポニーキャニオン / NAVから発売された。

## 背景
キャッチコピーは『世界はダンスを待っている!』。
前作『TOKYO BEAT』から約1年ぶりのオリジナル・アルバムで、キャッチコピーにあるように、全体的にコンテンポラリー・ダンスを意識した曲調の楽曲が多い。
先行シングル「ジャングルJungle」をはじめ、ダイハツ『シャレード』のCFソングである「君なしじゃいられない」含む全10曲が収録されている。

## リリース
1990年6月21日に、ポニーキャニオンのNAVレーベルから発売された。
初回プレス特典として、ハンカチーフ付き特製オリジナル・パッケージ仕様となっている。

## 批評
| 専門評論家によるレビュー | 専門評論家によるレビュー |
| レビュー・スコア         | レビュー・スコア         |
| 出典                     | 評価                     |
| ------------------------ | ------------------------ |
| CDジャーナル             | 肯定的                   |

『CDジャーナル』は、「ラッパーがカッコよくアオる『女神よ』から、気合十分。羽田一郎の手になる軽めファンク路線も定着した。もう少し重くてもいいぞ」と肯定的な評価をしている。

## 収録曲
| #         | タイトル                         | 作詞       | 作曲               | 編曲                         | 時間  |
| --------- | -------------------------------- | ---------- | ------------------ | ---------------------------- | ----- |
| 1.        | 「女神よ」                       | 松本一起   | 羽田一郎           | 羽田一郎                     | 5:40  |
| 2.        | 「それは幻の海辺」               | 小倉めぐみ | 羽田一郎           | 羽田一郎                     | 5:05  |
| 3.        | 「Second Chance」                | 松井五郎   | 羽田一郎           | 羽田一郎・飛澤宏元           | 4:29  |
| 4.        | 「君なしじゃいられない」         | 松井五郎   | 羽田一郎           | 羽田一郎・佐藤允彦           | 4:49  |
| 5.        | 「ジャングルJungle」(LONDON MIX) | 松井五郎   | 羽田一郎           | 羽田一郎・飛澤宏元・吉川智子 | 4:31  |
| 6.        | 「夜を盗む」                     | 松本一起   | 羽田一郎           | 羽田一郎・佐藤允彦           | 4:06  |
| 7.        | 「シルエットには踊れない」       | 松本一起   | 羽田一郎           | 羽田一郎・佐藤允彦           | 5:24  |
| 8.        | 「Mondayを吊せ」                 | 松井五郎   | 羽田一郎           | 羽田一郎                     | 3:39  |
| 9.        | 「月のイヤリング」               | 松井五郎   | 羽田一郎・吉川智子 | 羽田一郎・吉川智子           | 5:13  |
| 10.       | 「SAIKOH!!」                     | 松井五郎   | 羽田一郎           | 羽田一郎                     | 4:31  |
| 合計時間: | 合計時間:                        | 合計時間:  | 合計時間:          | 合計時間:                    | 47:27 |

## 楽曲解説
1. 女神よ
2. それは幻の海辺
3. Second Chance
4. 君なしじゃいられない
  - ダイハツ『シャレード』CFソング
5. ジャングルJungle (LONDON MIX)
  - 先行シングルのアルバムヴァージョン。
  - フジテレビ系ドラマ『日本一のカッ飛び男』主題歌[2]
  - サントリー『シードル』CFソング
6. 夜を盗む
7. シルエットには踊れない
8. Mondayを吊せ
9. 月のイヤリング
10. SAIKOH!!

## 参加ミュージシャン
- Drums : AKAI-LINN
- Percussion : 中島オバヲ
- Bass : 中村キタロー
- Key-boards : 羽田一郎, 杉山卓夫, 柿崎洋一郎, 倉田信雄
- Guitar : 羽田一郎 SOLO ON “それは幻の海辺”“ジャングルJungle”“Mondayを吊せ”
- Blues Harp : 妹尾隆一郎 SOLO ON “Mondayを吊せ”
- Woodwings : SUPPER SAX SECTION SOLO ON “夜を盗む”JAKE H. CONCEPTION, 平原まこと, 高野正幹, 森守, 金城寛文, 山本拓夫 SOLO ON “SAIKOH!!”
- Hones : 数原晋, 河東伸夫, 平内保夫, 荒木敏男, 菅坡雅彦, 村田陽一
- Strings : JOE KATOH GROUP
- Rap & Chorus : LYNN DAVIS, DALE SANDERS, 吉川智子, 斉藤久美, 大滝裕子“AMAZONS”BY THE COURTESY CBS/SONY RECORDS, 比山貴咏史, 木戸やすひろ, 広谷順子, DENIS･JOSE FRANCOIS ON “ジャングルJungle”
- Synthesizer Programmer : 松武秀樹